# Maresme

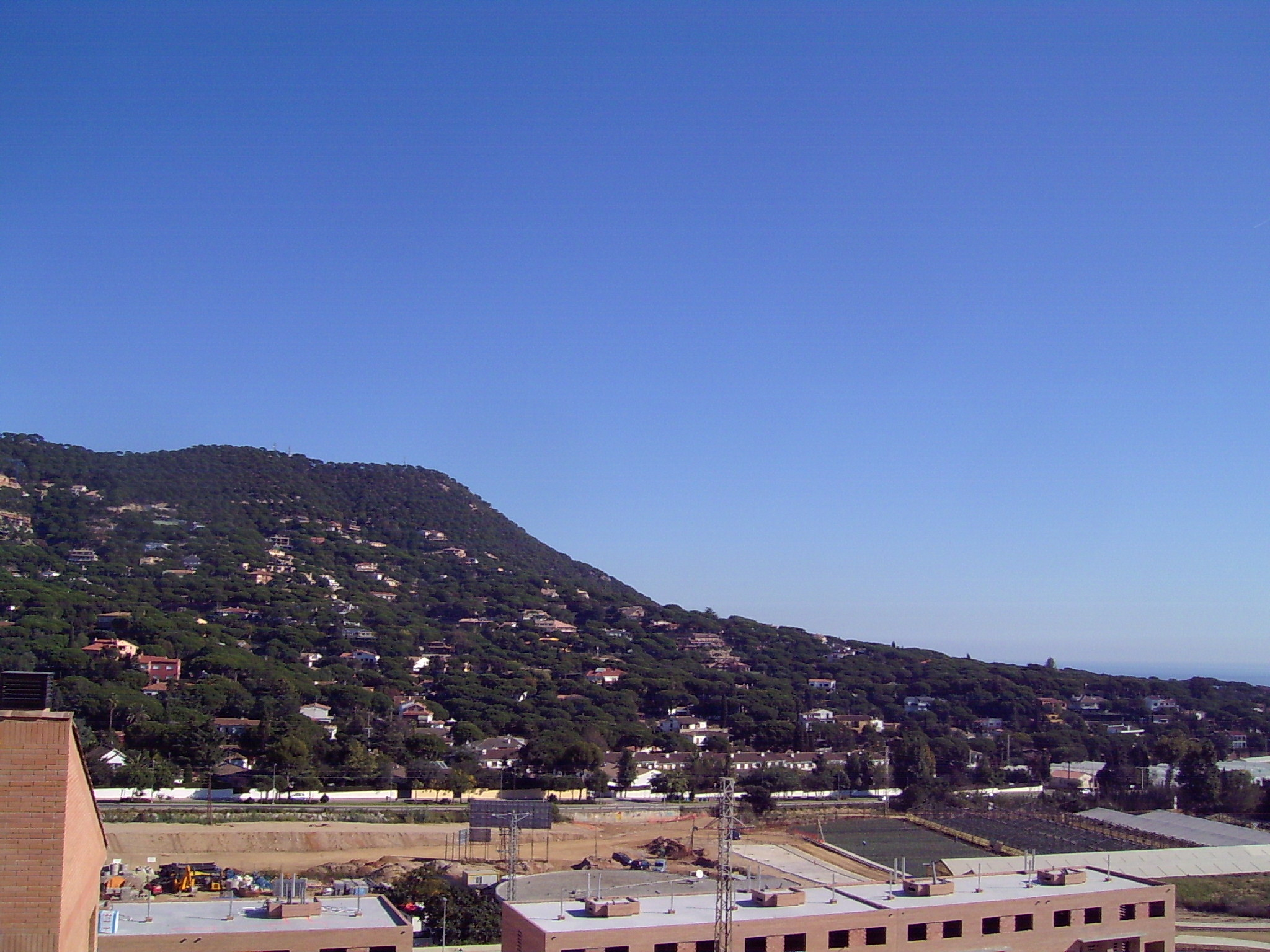
Montcabrer w comarce Maresme.

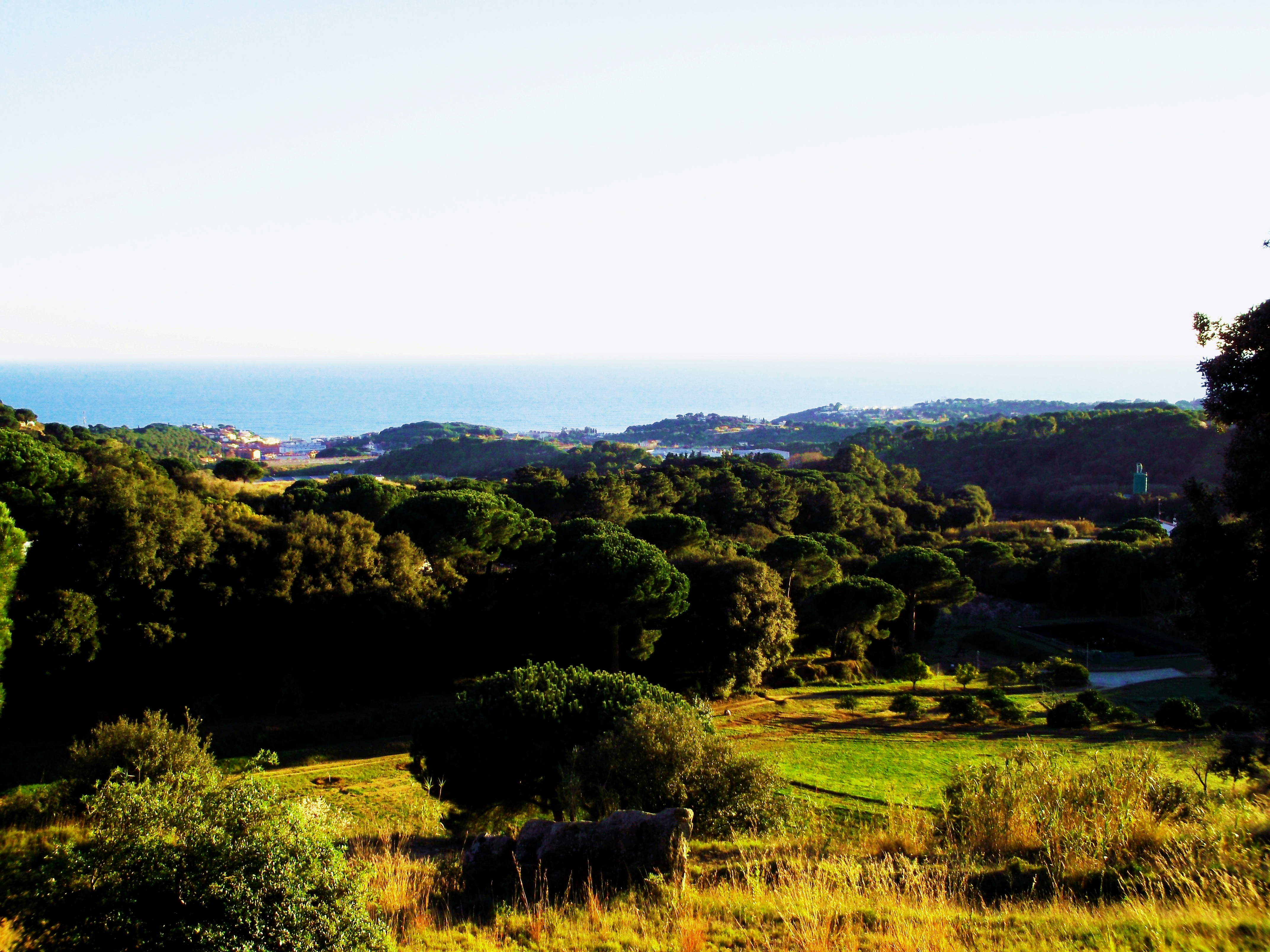
Canet de Mar

Maresme – comarca (powiat) w Hiszpanii, w Katalonii, w prowincji Barcelona. Znajduje się pomiędzy Barcelonès i Selva. Stolicą comarki jest Mataró. Comarca ma powierzchnię 398,91 km². Zgodnie z danymi z 2005 roku liczy 398 502 mieszkańców.

## Gminy
- Alella – liczba ludności: 9013
- Arenys de Mar – 14 016
- Arenys de Munt – 7721
- Argentona – 11 161
- Cabrera de Mar – 4174
- Cabrils – 6536
- Caldes d'Estrac – 2607
- Calella – 17 673
- Canet de Mar – 12 766
- Dosrius – 4469
- Malgrat de Mar – 17 531
- El Masnou – 21 833
- Mataró – 118 478
- Montgat – 9427
- Òrrius – 295
- Palafolls – 7583
- Pineda de Mar – 25 504
- Premià de Dalt – 9890
- Premià de Mar – 27 860
- Sant Andreu de Llavaneres – 9873
- Sant Cebrià de Vallalta – 2873
- Sant Iscle de Vallalta – 1166
- Sant Pol de Mar – 4773
- Sant Vicenç de Montalt – 5127
- Santa Susanna – 2939
- Teià – 5867
- Tiana – 7305
- Tordera – 13 420
- Vilassar de Dalt – 8334
- Vilassar de Mar – 19 051